# パンチョ向井
パンチョ向井（パンチョむかい、本名：向井 範雄（むかい のりお）、1946年2月26日 - ）は、日本のアウトドア・オートキャンプ愛好家、評論家。三重県出身。

## 概要
広告代理店に勤務していた頃、キャンプ用品メーカーであるコールマンの日本進出の際の担当となったことを機にアウトドアに開眼。
ニックネームの「パンチョ」は、1978年にアメリカのコールマン本社を訪れた際、当時の日本担当副社長に「お前はメキシコの山賊 (Mexican Bandits) のようだ」との理由であだ名されたのが由来。
コールマン社とのつながりは深く、日本法人の『ランタン・ストーブ取扱の手引き』（非売品。専門ショップにて配布されている）の執筆にも携わっている。
1999年6月26日には自らの経験を生かし、『オートキャンプのマル秘テクニック教えます』（地球丸）を出版。キャンプの達人として 『ジパングあさ6』や『NNNニュースプラス1』といったTV番組にも顔を出し、自らも富士山麓の河口湖にほど近い場所にキャンプ場「キャンプグランドパンチョ」を経営（2006年10月に閉鎖）。定期的に講習会を行うなど、アウトドアキャンプの普及、啓蒙に勤めている。
アウトドア愛好家の間では著名ではあったものの、一般にはそれほど知名度は高くなかった。2007年10月4日にO.A.された『とんねるずのみなさんのおかげでした』の特番内のコーナー「博士と助手〜細かすぎて伝わらないモノマネ選手権〜』で常連出場者のくじらが物真似を披露したことで知名度は格段に上昇した。